# 汉中路街道
汉中路街道，是中华人民共和国陕西省汉中市汉台区下辖的一个乡镇级行政单位。

## 行政区划
汉中路街道下辖以下地区：
民主街社区、西关街社区、西大街社区、明珠社区、南大街社区、汉中路社区、汉江路社区、南关社区、太白社区、上水渡村和广坪村。